# Meliboeus albomaculatus
Meliboeus albomaculatus es una especie de escarabajo barrenador metálico del género Meliboeus, familia Buprestidae, orden Coleoptera.

## Taxonomía
Fue descrita por Théry en 1937 y publicada en Théry A. Descriptions de Buprestides nouveau de la faune malgache (1re série). Annales de l'Association des Naturalistes Levallois-Perret 22(1935-36):83-112. (1937).